# Ramiro de Lorca
Ramiro de Lorca (Lorca, 1452–Cesena, 26 de dezembro de 1502) foi um condotiero espanhol a serviço de César Bórgia, nomeado administrador das comunas italianas de Forlì e Cesena na atual província de Forlì-Cesena. Tornou-se depois governador de província. É também conhecido como Ramiro de Lorqua e citado por Nicolau Maquiavel como Ramiro de Orco no capítulo VII da sua obra O Príncipe.

## Biografia
Não se sabe quando ele viajou de Levante, na Espanha, para a península italiana ou quando começou a trabalhar para os Bórgias mas sabe-se que, na época da eleição do papa Alexandre VI, pai de César Bórgia, era mordomo de confiança deste, tanto que o acompanhou à França para servir de testemunha de seu casamento com Carlota de Albret, em 1499.
Em 1500, César Bórgia usou a recusa das autoridades da Romanha em homenagear seu pai como papa, como pretexto para invadir a região. Ramiro de Lorca participou desta campanha e capturou as cidades de Cesena e Forlì. Giovanni Olivieri [en], bispo da Isérnia, foi nomeado legislador do território, enquanto Ramiro tornou-se administrador, primeiro de Forlì e depois de Cesena, capital do recém-proclamado Grão-Ducado da Romanha. Em outubro de 1501 é nomeado governador-geral da Romagna, onde impõe a ordem, suprime impiedosamente a desordem, mas também promove a paz entre as facções, protege a vida dos indivíduos e suas propriedades e inicia um programa de construção de obras públicas. Sentindo-se um grande estadista, organiza tropas, promove guerras, corrompe senhores, assina tratados e celebra vitórias com suntuosas festas. O regime implacável de torturas e execuções públicas trouxeram o medo e o ódio da população contra ele.
Em 29 de janeiro de 1502, em Faença, um criminoso que seria enforcado escapou e se refugiou em uma igreja. Ramiro não hesitou e obrigou o padre a entregar o criminoso, que foi enforcado na janela da igreja, violando a centenária tradição do direito de asilo nas igrejas e outros lugares consagrados. Além disso, impôs uma multa de dez mil ducados aos cidadãos de Faenza por cumplicidade. Estes recorreram a César Bórgia, que anulou a multa. Ramiro, mantendo sua arbitrariedade e despotismo, em represália decreta que a Câmara Municipal não seria mais convocada ao som de trombetas, como era a tradição, mas sim ao toque dos sinos das igrejas.
Enquanto isso, César Bórgia percorre a Romanha com seus grandes amigos, o engenheiro Leonardo da Vinci e o filósofo e historiador Nicolau Maquiavel, vindos de Florença, passando quatro meses com eles. A missão de Leonardo da Vinci seria projetar e construir os palácios da Universidade e do Tribunal de Apelações em Cesena, onde ficaria sediado o "presidente da Romanha", cargo para o qual seria nomeado Antonio del Monte, com a destituição de Ramiro de Lorca. Em novembro de 1502, enquanto estava em Ímola, toma conhecimento da sua demissão. Retorna a Cesena, imaginando que César Bórgia lhe daria uma nova missão mas ao chegar, em 22 de dezembro, é preso, acusado de corrupção, extorsão e roubo. São confiscados 22 mil ducados e todos os seus pertences. Ele é sumariamente julgado e condenado à morte por decapitação, confessando, sob tortura, uma suposta conspiração tramada em Magione, para assassinar César Bórgia. Ao amanhecer de 26 de dezembro, Ramiro foi executado na praça principal de Cesena. Seu corpo foi cortado ao meio e a cabeça espetada em uma lança. Maquiavel, anos mais tarde, escreveria no capítulo VII da sua obra literária O Príncipe, produzida em 1513 e publicada em 1532, que as ações sangrentas de Ramiro de Lorca foram o motivo para César Bórgia executá-lo e assim tentar melhorar sua imagem pública, distanciando-se de seus crimes.

E porque [César Bórgia] sabia que os rigorismos passados tinham dado origem a algum ódio, para limpar os espíritos daquelas populações e conquistá-los completamente, quis mostrar que, se alguma crueldade havia ocorrido, não nascera dele, mas sim da triste e cruel natureza do ministro. E, servindo-se da oportunidade, fez colocarem-no uma manhã, na praça pública de Casena, cortado em dois pedaços, com um pau e uma faca ensangüentada [sic] ao lado. A ferocidade desse espetáculo fez com que a população ficasse ao mesmo tempo satisfeita e pasmada.— Nicolau Maquiavel em O Príncipe